# Molossus sinaloae
Molossus sinaloae é uma espécie de morcego da família Molossidae. Pode ser encontrada na América Central e norte da América do Sul.